# Utrke dvokolica
Utrke dvokolica (grč.: ἁρματοδρομία/harmatodromia, lat.: ludi circenses) je bio jedan od najpopularnijih antičkih sportova koji se prakticirao u grčkom, rimskom i, kasnije, bizantskom svijetu. Utrke dvokolica su često bile opasne i za vozače i za konje koji bi se nerijetko ozlijedili ili poginuli, ali su među publikom izazivale snažno uzbuđenje i oduševljenje. Na drevnim Olimpijskim, kao i drugim panhelenskim igrama, taj je sport bio jedan od najvažnijih konjičkih događaja.
U rimsko doba taj su sport prakticirale momčadi iza kojih su stajali financijski pokrovitelji, a koji su se često nastojali izboriti za što vještije vozače. Te su momčadi s vremenom postajale predmetom identifikacije među raznim grupama gledatelja, pa se upravo kod utrka dvokolica bilježe prvi slučajevi navijačkog nasilja. Ti su sukobi s vremenom dobivali i političku konotaciju, odnosno s trkališta su se prebacivali na ulice. Zbog velike su popularnosti rimski, a kasnije i bizantski carevi nastojali preuzeti kontrolu nad momčadima, te su često imenovali posebne dužnosnike za njihov nadzor.
Sport je na Zapadu izgubio svoju popularnost nakon pada Zapadnog Rimskog Carstva, ali se još nekoliko stoljeća održao u Bizantskom Carstvu, zajedno s tradicionalnim suparništvom navijačkih grupa, i njihovim utjecajem na dnevnu politiku. Ta su suparništva eskalirala u Nikinim neredima, nakon kojih je i u Istočnom Rimskom Carstvu ovaj sport počeo gubiti popularnost.

## Vanjske poveznice
- BBC - h2g2 - Chariot Racing. BBC - bbc.co.uk homepage - Home of the BBC on the Internet: The Hitchhiker's Guide to the Galaxy.
- Byzantine Chariot racing.  Arhivirana inačica izvorne stranice od 26. veljače 2009. (Wayback Machine) Formula 1|Chariot Racing.
- Chariot Races. United Nations of Roma Victrix (UNRV) History - Roman Empire.
- Chariot Racing.  Arhivirana inačica izvorne stranice od 20. rujna 2017. (Wayback Machine) VRoma: A Virtual Community for Teaching and Learning Classics.
- The Games: Chariot Racing.  Arhivirana inačica izvorne stranice od 11. travnja 2008. (Wayback Machine) The Roman Empire.
- Greek Chariot Racing.  Arhivirana inačica izvorne stranice od 12. lipnja 2010. (Wayback Machine) Formula 1|Chariot Racing.
- Roman Army and Chariot Racing.  Arhivirana inačica izvorne stranice od 6. veljače 2008. (Wayback Machine) The Roman Army and Chariot Experience (RACE) Jerash Jordan.
- Roman Chariot Racing.  Arhivirana inačica izvorne stranice od 18. travnja 2009. (Wayback Machine) Formula 1|Chariot Racing.
- Some Observations on Roman Chariot-Racing  Arhivirana inačica izvorne stranice od 26. veljače 2009. (Wayback Machine) by Peter Donnelly.